# Ludhijana
Ludhijana – miasto w północno-zachodnich Indiach, w stanie Pendżab, w dolinie rzeki Satledź. Liczy ponad 1,6 miliona mieszkańców, co czyni je największym miastem w indyjskim Pendżabie. Ludhijana zajęła czwarte miejsce wśród najbardziej zanieczyszczonych miast na świecie, według WHO. Miasto jest ważnym ośrodkiem przemysłowym i edukacyjnym w północnych Indiach. W mieście rozwinął się przemysł rowerowy, samochodowy, zabawek, spożyczy, maszynowy, bawełniany oraz rzemieślniczy.